# Alex Formenton
Alex Formenton (* 13. September 1999 in Barrie, Ontario) ist ein kanadischer Eishockeyspieler, der zuletzt bis zum Ende der Saison 2023/24 beim HC Ambrì-Piotta aus der Schweizer National League unter Vertrag gestanden und dort auf der Position des linken Flügelstürmers gespielt hat. Zuvor war Formenton insgesamt fünf Spielzeiten in der Organisation der Ottawa Senators aus der National Hockey League (NHL) aktiv, die ihn im NHL Entry Draft 2017 ausgewählt hatten.

## Karriere
Alex Formenton wurde in Barrie geboren und wuchs im nahe gelegenen King auf. In seiner Jugend lief er unter anderem für die Aurora Tigers in der Ontario Junior Hockey League (OJHL) auf, bevor er zur Saison 2016/17 zu den London Knights in die höherklassige Ontario Hockey League (OHL) wechselte. Als Rookie verzeichnete der Flügelstürmer 34 Scorerpunkte in 65 Partien und wurde daher zum CHL Top Prospects Game eingeladen sowie am Ende der Spielzeit ins OHL Second All-Rookie Team berufen. Anschließend wählten ihn die Ottawa Senators im NHL Entry Draft 2017 an 47. Position aus und statteten ihn im Oktober 2017 mit einem Einstiegsvertrag aus. Nur wenige Tage später gab er sein Debüt für die Senators in der National Hockey League (NHL), wurde jedoch nach einer Partie zurück zu den Knights in die OHL geschickt. Dort erreichte er mit 48 Punkten aus 48 Partien exakt einen Punkteschnitt von 1,0 pro Spiel, ehe er gegen Ende der Spielzeit 2017/18 auch zwei Einsätze beim Farmteam Ottawas absolvierte, den Belleville Senators aus der American Hockey League (AHL).
Zu Beginn der Saison 2018/19 stand Formenton erneut im NHL-Kader der Senators, wo er sich nach neun Partien jedoch abermals nicht etablieren konnte, sodass er für eine letzte OHL-Saison nach London zurückkehrte. Die Spielzeit 2019/20 verbrachte er dann komplett in Belleville, wobei er die Senators beim AHL All-Star Classic vertrat und nach 53 Punkten in 61 Spielen auch im AHL All-Rookie Team berücksichtigt wurde. Im Spieljahr 2020/21 stand der Angreifer bereits mehr in der NHL als in der AHL auf dem Eis, bevor er sich zur Saison 2021/22 endgültig einen Stammplatz im Aufgebot der Ottawa Senators erspielte.
Im Juli 2022 lief sein Vertrag aus, wobei er den Status eines Restricted Free Agent hatte und sich bis zum Beginn der Folgespielzeit 2022/23 nicht auf ein neues Arbeitspapier mit den Senators einigen konnte. Im Dezember 2022 schloss sich der Flügelstürmer schließlich dem HC Ambrì-Piotta aus der Schweizer National League an und blieb dort zunächst bis zum Saisonende. Im Oktober 2023 erhielt er beim HCAP, nachdem es mit den Senators weiterhin zu keiner Einigung gekommen war, einen neuen Vertrag bis zum Ende des Kalenderjahres mit der Option diesen bis zum Saisonende im Frühjahr 2024 zu verlängern. Er verließ den Klub jedoch im Januar 2024 auf unbestimmte Zeit. Wenig später wurde bekannt, dass Formenton neben Carter Hart, Michael McLeod, Callan Foote und Dillon Dubé der gemeinschaftlichen sexuellen Nötigung beschuldigt wird, die im Juni 2018 stattgefunden haben soll. Das diesbezügliche Gerichtsverfahren steht noch aus.

### International
Auf internationaler Ebene vertrat Formenton sein Heimatland erstmals bei der U20-Weltmeisterschaft 2018, wo er mit der kanadischen U20-Nationalmannschaft prompt die Goldmedaille gewann.

## Erfolge und Auszeichnungen
| - 2017 Teilnahme am CHL Top Prospects Game - 2017 OHL Second All-Rookie Team - 2020 Teilnahme am AHL All-Star Classic | - 2020 AHL All-Rookie Team - 2022 Spengler-Cup-Gewinn mit dem HC Ambrì-Piotta - 2023 Spengler Cup All-Star-Team |

### International
- 2018 Goldmedaille bei der U20-Weltmeisterschaft

## Karrierestatistik
Stand: Ende der Saison 2023/24

### International
Vertrat Kanada bei:
- U20-Weltmeisterschaft 2018

(Legende zur Spielerstatistik: Sp oder GP = absolvierte Spiele; T oder G = erzielte Tore; V oder A = erzielte Assists; Pkt oder Pts = erzielte Scorerpunkte; SM oder PIM = erhaltene Strafminuten; +/− = Plus/Minus-Bilanz; PP = erzielte Überzahltore; SH = erzielte Unterzahltore; GW = erzielte Siegtore; 1 Play-downs/Relegation; Kursiv: Statistik nicht vollständig)